# Ӧ
La Ӧ, minuscolo ӧ, è una lettera dell'alfabeto cirillico, che è stata costruita sulla base della lettera О.
Può essere traslitterata in alfabeto latino usando la lettera Ö.

## Utilizzo
Nelle lingue altai, chakassa, ostiaca e shor rappresenta la vocale anteriore semichiusa arrotondata /ø/.
Nella lingua komi rappresenta lo schwa /ə/.
Nella lingua curda rappresenta la vocale quasi posteriore quasi chiusa arrotondata /ʊ/.
Nella lingua mari rappresenta la vocale anteriore semiaperta arrotondata /œ/, simile a /ø/.
Nella lingua udmurta rappresenta la vocale posteriore semiaperta non arrotondata /ʌ/.
Nei libri in lingua russa fino all'inizio del XX secolo, la lettera Ӧ era utilizzata sporadicamente al posto della Ё nei nomi stranieri e nelle parole prese in prestito da lingue straniere (ad esempio la città di Colonia in Germania, che corrisponde a  Köln in tedesco, poteva essere trascritta come "Кӧльн").
Nella lingua tatara questa lettera apparve nell'ortografia cirillica del 1861 di Nikolaj Ivanovič Il'minskij; questa lettera fu sostituita dalla Ө nel 1939.